# WITHDOM Group
WITHDOM Group株式会社（ウイズダムグループ）は、福岡県宗像市に本社を置く建設会社である。

## 概要
2018年にウィズホーム株式会社を新築事業中心に創業。その後事業を拡大。社名を2022年８月、WITHDOM Group株式会社に変更している。

## 沿革
- 2018年(平成30年)8月　  ウィズホーム株式会社創業
- 2018年(平成30年)12月　福岡県古賀市に1棟目のモデルハウスをオープン
- 2019年(令和元年)5月 　 建築士事務所 登録
- 2020年(令和2年)4月 　  宅地建物取引業許可取得。不動産取引業(ウィズ不動産)を始動
- 2021年(令和3年)3月　   注文住宅会社向け「YouTubeコンサル事業」を始動
- 2021年(令和3年)9月　   業務拡張に伴い本社移転
- 2022年(令和4年)8月     WITHDOM Group株式会社に社名変更[1]
- 2022年(令和4年)12月    福岡県久留米市に3棟目のモデルハウスをオープン
- 2023年(令和5年)3月     一般財団法人日本地域開発センター主催の「ハウス・オブ・ザ・イヤー・イン・エナジー」2022特別優秀賞受賞[2]
- 2023年(令和5年) 5月　博多駅前のビル内に開設予定のWITHDOM Group本社及び新築事業「WITHDOM建築設計」の新オフィス兼ショールームにつき、設計コンペティション開催[3]
- 2023年(令和5年) 5月　サウナ付き注文住宅「with SAUNA」とゴルフシミュレーター付き注文住宅「with GOLF」をリリース[4]
- 2023年(令和5年) 6月 設計コンペティション入賞作品決定(応募作品34件のうち最優秀賞1点、優秀賞1点、入選3点を決定）

## CM・広告
2023年(令和3年)4月,ピアノタレントのまなまる（永藤まな）による楽曲提供のTVCMを発表。同年6月までの間、福岡県RKB毎日放送で放送された。

## SDGｓにおける取組み
株式会社AQ Group が開発した「カンナ削りの木のストロー」を用いた「カンナ削りの木のストロー1000万本プロジェクト」に参画。このストローは、2019年にはG20大阪サミット関係閣僚会合で採用されたほか、2023年のG7広島サミット関係閣僚会議の展示物として選定された。

## FC事業
新築住宅のフランチャイズ事業を展開している。

## 営業拠点
- 宗像スタジオ（本社）福岡県宗像市野坂2653-3
- 古賀スタジオ  福岡県古賀市千鳥1-2-7
- 久留米スタジオ 福岡県久留米市山川野口町12-47